# Ward de Ravet
Ward de Ravet (Amberes, 1 de junio de 1924 - Zandhoven, 6 de marzo de 2013) nombre de nacimiento Edward Philippe Pierre De Ravet fue un actor belga. Estaba casado con la actriz televisiva Fanny Winkler hasta su fallecimiento en 1985.

## Filmografía
- 1957, Wat doen we met de liefde?.
- 1964, Kapitein Zeppos.
- 1976, De danstent.
- 1977, Slissen & Sesar.
- 1986, Het Pleintje
- 1991, De Bossen van Vlaanderen.
- 2000, Plop in de wolken.